# Trevescan
Trevescan – osada w Anglii, w Kornwalii. Leży 13 km na południowy zachód od miasta Penzance i 424 km na zachód od Londynu.